# 綠衣女士
綠衣女士（英語：Lady of the Green Kirtle），又稱下界女王，是C·S·路易斯小說《納尼亞傳奇》中的反派人物，主要在《銀椅》登場。她身穿綠衣，能變身為蛇，並用魔法控制了瑞里安王子及一群地底侏儒，試圖從下界征服納尼亞王國。
一些《納尼亞傳奇》版本的人物介紹容易將綠衣女士與小說中的另名反派白女巫賈迪絲混淆。

## 角色
綠衣女士統治納尼亞的下界，擁有變身為一條蛇的能力，曾化成蛇咬死了賈思潘國王的王后，並綁走了王子瑞里安。她用魔法控制瑞里安，企圖利用瑞里安作為傀儡，征服整個納尼亞。
尤斯提、姬兒和沼澤人泥桿兒奉獅王亞斯藍之命，踏上尋找瑞里安王子的旅途。綠衣女士故意誤導他們，指引尤斯提等三人去巨人族所在的哈方城參與秋季慶典，差點讓尤斯提等人被巨人吃掉。當尤斯提等人來到下界準備解救瑞里安王子時，綠衣女士用魔法催眠他們，想讓他們相信納尼亞並不存在，但泥桿兒成功抗拒了催眠。綠衣女士隨之變身為蛇要攻擊他們，但最終死於瑞里安王子的劍下，下界的居民也隨之被解放。

## 改編
在英國廣播公司播出的電視劇《納尼亞傳奇》裡，綠衣女士由芭芭拉·凱勒曼飾演。

## 延伸閱讀
- Lovell, Steven, , Gregory Bassham and Jerry L. Walls  (编), , Chicago: Open Court, 2005, ISBN 0-8126-9588-7